# MG.K Vis Costruzioni e Ambiente
La MG.K Vis Costruzioni e Ambiente è una squadra maschile italiana di ciclismo su strada, attiva come UCI Continental Team a partire dal 2014. Ha sede a Fermo ed è diretta da Maurizio Frizzo e Angelo Baldini.

## Storia
Fondata a Montappone, la squadra inizia la propria attività tra gli Elite/Under-23 nel 2005 come G.S. Acqua & Sapone; nel 2008 assume quindi la denominazione di Vega Prefabbricati Montappone. Con la maglia del team nel 2012 Matteo Di Serafino vince il titolo nazionale in linea per Elite senza contratto. Al termine della stagione 2013 la squadra assume licenza di UCI Continental Team.
Nella prima stagione da team UCI, con la nuova denominazione Vega-Hotsand, arriva il successo nel Trofeo Internazionale Bastianelli con Nicola Gaffurini; l'anno dopo, con la nuova maglia MG.K Vis-Vega, Michele Gazzara si impone al Giro del Medio Brenta e al Trofeo Bastianelli. Nel 2017 arriva in squadra Francesco Manuel Bongiorno, che si impone nella classifica finale del Giro d'Albania, gara del calendario Europe Tour; la formazione, divenuta Sangemini-MG.K Vis, è inoltre invitata a partecipare alla cronometro a squadre dei campionati del mondo di Bergen, nella quale ottiene il quattordicesimo posto su 17 team al via.
Anche nel 2018 (stagione che vede Paolo Totò imporsi al Grand Prix Laguna Poreč e piazzarsi secondo al Trofeo Laigueglia) la formazione prende parte alla cronometro a squadre dei campionati del mondo, a Innsbruck, concludendo al diciannovesimo posto su 22 formazioni. A fine anno arriva la fusione con la formazione veneta U.C. Trevigiani, e la nascita della nuova Sangemini Trevigiani MG.K Vis. Nel 2019 successi sono messi a referto da Filippo Zana al Gran Premio Capodarco e da Fabio Mazzucco in una tappa del Giro d'Italia Under-23.

## Cronistoria

### Annuario
| Anno | Codice | Nome                            | Cat.      | Biciclette       | Dirigenza                                                                                     |
| ---- | ------ | ------------------------------- | --------- | ---------------- | --------------------------------------------------------------------------------------------- |
| 2005 |        | G.S. Acqua & Sapone             | Elite/U23 |                  |                                                                                               |
| 2006 |        | G.S. Acqua & Sapone-Tomassetti  | Elite/U23 |                  |                                                                                               |
| 2007 |        | Vega-Acqua & Sapone             | Elite/U23 |                  |                                                                                               |
| 2008 |        | Vega Prefabbricati Montappone   | Elite/U23 |                  |                                                                                               |
| 2009 |        | Vega Prefabbricati Montappone   | Elite/U23 |                  |                                                                                               |
| 2010 |        | Vega Prefabbricati Montappone   | Elite/U23 |                  |                                                                                               |
| 2011 |        | Vega Prefabbricati Montappone   | Elite/U23 |                  |                                                                                               |
| 2012 |        | Vega Prefabbricati Montappone   | Elite/U23 |                  |                                                                                               |
| 2013 |        | Vega Prefabbricati Montappone   | Elite/U23 |                  |                                                                                               |
| 2014 | VHS    | Vega-Hotsand                    | CT        | Wilier Triestina | Manager: Demetrio Iommi Dir. sportivi: Maurizio Frizzo, Candido Gianfelici                    |
| 2015 | VHS    | MG.K Vis-Vega                   | CT        | Carrera          | Manager: Demetrio Iommi Dir. sportivi: Maurizio Frizzo, Angelo Baldini, Livio Corsini         |
| 2016 | NMG    | Norda-MG.K Vis                  | CT        | Carrera          | Manager: Demetrio Iommi Dir. sportivi: Maurizio Frizzo, Angelo Baldini                        |
| 2017 | SAN    | Sangemini-MG.K Vis              | CT        | Olmo             | Manager: Demetrio Iommi Dir. sportivi: Maurizio Frizzo, Marco Babiloni, Angelo Baldini        |
| 2018 | SMV    | Sangemini-MG.K Vis-Vega         | CT        | Olmo             | Manager: Demetrio Iommi Dir. sportivi: Maurizio Frizzo, Marco Babiloni, Angelo Baldini        |
| 2019 | SAN    | Sangemini Trevigiani MG.K Vis   | CT        | Olmo             | Manager: Demetrio Iommi Dir. sportivi: Maurizio Frizzo, Angelo Baldini, Emiliano Donadello    |
| 2020 | SAT    | Sangemini Trevigiani MG.K Vis   | CT        | Olmo             | Manager: Maurizio Frizzo Dir. sportivi: Angelo Baldini, Diego Cecchi, Floriano Torresi        |
| 2021 | MGK    | MG.K Vis VPM                    | CT        | Olmo             | Manager: Maurizio Frizzo Dir. sportivi: Angelo Baldini, Diego Cecchi, Floriano Torresi        |
| 2022 | MGK    | MG.K Vis Colors for Peace VPM   | CT        | Olmo             | Manager: Maurizio Frizzo Dir. sportivi: Diego Cecchi, Floriano Torresi, Angelo Baldini        |
| 2023 | MGK    | MG.K Vis Colors for Peace       | CT        | Olmo             | Manager: Maurizio Frizzo Dir. sportivi: Filippo Fuochi, Angelo Baldini                        |
| 2024 | MGK    | MG.K Vis Colors for Peace       | CT        | Olmo             | Manager: Maurizio Frizzo Dir. sportivi: Filippo Fuochi, Angelo Baldini                        |
| 2025 | MGK    | MG.K Vis Costruzioni e Ambiente | CT        | Olmo             | Manager: Angelo Baldini Dir. sportivi: Maurizio Frizzo, Diego Cecchi, Daniele Della Tommasina |

## Organico 2025
Aggiornato al 1º agosto 2025.

### Staff tecnico
|  | Naz.              | Ruolo | Sportivo                |  |  |  |
|  | ----------------- | ----- | ----------------------- |  |  |  |
|  | Italia (bandiera) | GM    | Angelo Baldini          |  |  |  |
|  | Italia (bandiera) | DS    | Maurizio Frizzo         |  |  |  |
|  | Italia (bandiera) | DS    | Diego Cecchi            |  |  |  |
|  | Italia (bandiera) | DS    | Daniele Della Tommasina |  |  |  |

### Rosa
|  | Naz.                     |  | Sportivo               | Anno |  |  |
|  | ------------------------ |  | ---------------------- | ---- |  |  |
|  | Italia (bandiera)        |  | Davide Bauce           | 1999 |  |  |
|  | Italia (bandiera)        |  | Matteo Lapo Bozicevich | 2003 |  |  |
|  | Italia (bandiera)        |  | Andrea Cantoni         | 2000 |  |  |
|  | Italia (bandiera)        |  | Simone Carrò           | 2000 |  |  |
|  | Italia (bandiera)        |  | Fabiano Faieta         | 2005 |  |  |
|  | Italia (bandiera)        |  | Vittorio Friggi        | 2005 |  |  |
|  | Italia (bandiera)        |  | Lapo Gavilli           | 2003 |  |  |
|  | Italia (bandiera)        |  | Jacopo Gioia           | 2005 |  |  |
|  | Gran Bretagna (bandiera) |  | Ben Granger            | 2000 |  |  |
|  | Gran Bretagna (bandiera) |  | Matthew Kingston       | 2002 |  |  |
|  | Italia (bandiera)        |  | Luca Laudi             | 2005 |  |  |
|  | Uruguay (bandiera)       |  | Ciro Perez Alvarez     | 2005 |  |  |
|  | Italia (bandiera)        |  | Nicolò Pizzi           | 2006 |  |  |
|  | Gran Bretagna (bandiera) |  | John Shaw Roberts      | 2003 |  |  |
|  | Italia (bandiera)        |  | Anthoni Silenzi        | 2004 |  |  |
|  | Italia (bandiera)        |  | Antonio Spada          | 2003 |  |  |
|  | Italia (bandiera)        |  | Matteo Spreafico       | 1993 |  |  |